# Томилов, Никита Сергеевич
Ники́та Серге́евич Томи́лов (род. 25 мая 1989, Сыктывкар) — российский боксёр, представитель минимальной весовой категории. Выступал за сборную России по боксу впервой половине 2010-х годов, двукратный бронзовый призёр чемпионатов России, победитель всероссийских и международных первенств. На соревнованиях представлял город Санкт-Петербург и Республику Коми, мастер спорта России. Тренер по боксу сборной Санкт-Петербурга, #dotdaevteam

## Биография
Никита Томилов родился 25 мая 1989 года в городе Сыктывкаре Коми АССР, в посёлке Краснозатонский. Активно заниматься боксом начал в возрасте семнадцати лет под руководством местного тренера Анатолия Григорьевича Нефёдова, позже переехал в Ухту, где проходил подготовку у заслуженного тренера России Виктора Леонидовича Заславского. Впоследствии постоянно проживал в Санкт-Петербурге, был подопечным заслуженного тренера России Владимира Ильича Труфанова. Состоял в Российском студенческом спортивном союзе.
Уже через год после начала занятий боксом одержал победу на первенстве Республики Коми. Затем неоднократно выигрывал соревнования регионального значения, побеждал на первенстве Северо-Западного федерального округа. В сезоне 2008 года дебютировал в зачёте взрослых национальных первенств, на соревнованиях в Калининграде дошёл до 1/8 финала, проиграв титулованному Сергею Казакову. В 2009 году выступил на чемпионате России в Ростове-на-Дону, но попасть здесь в число призёров не смог, на стадии четвертьфиналов минимальной весовой категории уступил Бэлику Галанову. В 2010 году в Санкт-Петербурге встретился с Галановым в 1/8 финала и снова потерпел от него поражение.
Впервые вошёл в число призёров российского национального первенства в 2012 году на турнире в Сыктывкаре, когда стал бронзовым призёром в минимальном весе. Год спустя на аналогичных соревнованиях в Хабаровске повторил это достижение. В этот период входил в состав российской национальной сборной по боксу, принимал участие в крупных международных турнирах, в частности становился победителем и призёром международных турниров в Болгарии, Казахстане, Израиле, Италии, Латвии, Литве, Кубе. Выполнил норматив мастера спорта России. Оставался действующим спортсменом вплоть до 2015 года.
Учился в Ухтинском государственном техническом университете, впоследствии перевёлся в Национальный государственный университет физической культуры, спорта и здоровья имени П. Ф. Лесгафта.
После завершения спортивной карьеры занялся тренерской работой. Занимает должность помощника старшего тренера Спортивной федерации бокса Санкт-Петербурга.